# چهار فصل (آلبوم)
 چهار فصل نام یک آلبوم موسیقی اثر  بیژن بیژنی، هنرمند ایرانی است که در سبک سنتی تهیه شده و دارای ۸ آهنگ است.

## فهرست آهنگ‌ها
| ردیف | آهنگ          |
| ۱    | یار بامن بمان |
| ۲    | زندگی         |
| ۳    | بارون بارونه  |
| ۴    | گریه شبانه    |
| ۵    | شب تنهایی     |
| ۶    | پریشان        |
| ۷    | چشم به‌راه     |
| ۸    | سایهٔ مهر      |